# Dirk Lotsij
Dirk Nicolaas Lotsij (ook wel geschreven als Dirk Lotsy) (Dordrecht, 3 juli 1882 – Den Haag, 27 maart 1965) was een Nederlands voetballer.
Hij maakte deel uit van het Nederlands voetbalelftal dat in 1905 de eerste officiële interland speelde; een 4-1-overwinning op België. Daarna speelde hij nog negen interlands. Met Oranje won hij een bronzen medaille op de Olympische Zomerspelen 1912 in Stockholm. Hij was zesmaal aanvoerder van de nationale ploeg en scoorde in 1914, tegen Duitsland, zijn enige interlandgoal.
Lotsij was middenvelder bij DFC. Zijn broers Geert en Paul waren succesvolle roeiers. Hij was een achterneef van de bekende official Karel Lotsy. Diens meegaandheid met de Duitse bezetter tijdens de Tweede Wereldoorlog ergerde Dirk Lotsij zeer; hij vond dat zijn achterneef de familienaam door het slijk haalde.
Na zijn actieve carrière was Lotsij hoofdopzichter van het Feijenoord stadion. Ook was hij jarenlang voetbalcolumnist. Hij schreef onder andere regelmatig in het het DFC-clubnieuws. In 1930 werden vele van zijn columns gebundeld in het boek Oude voetbalgedachten.